# Flying P-Liner

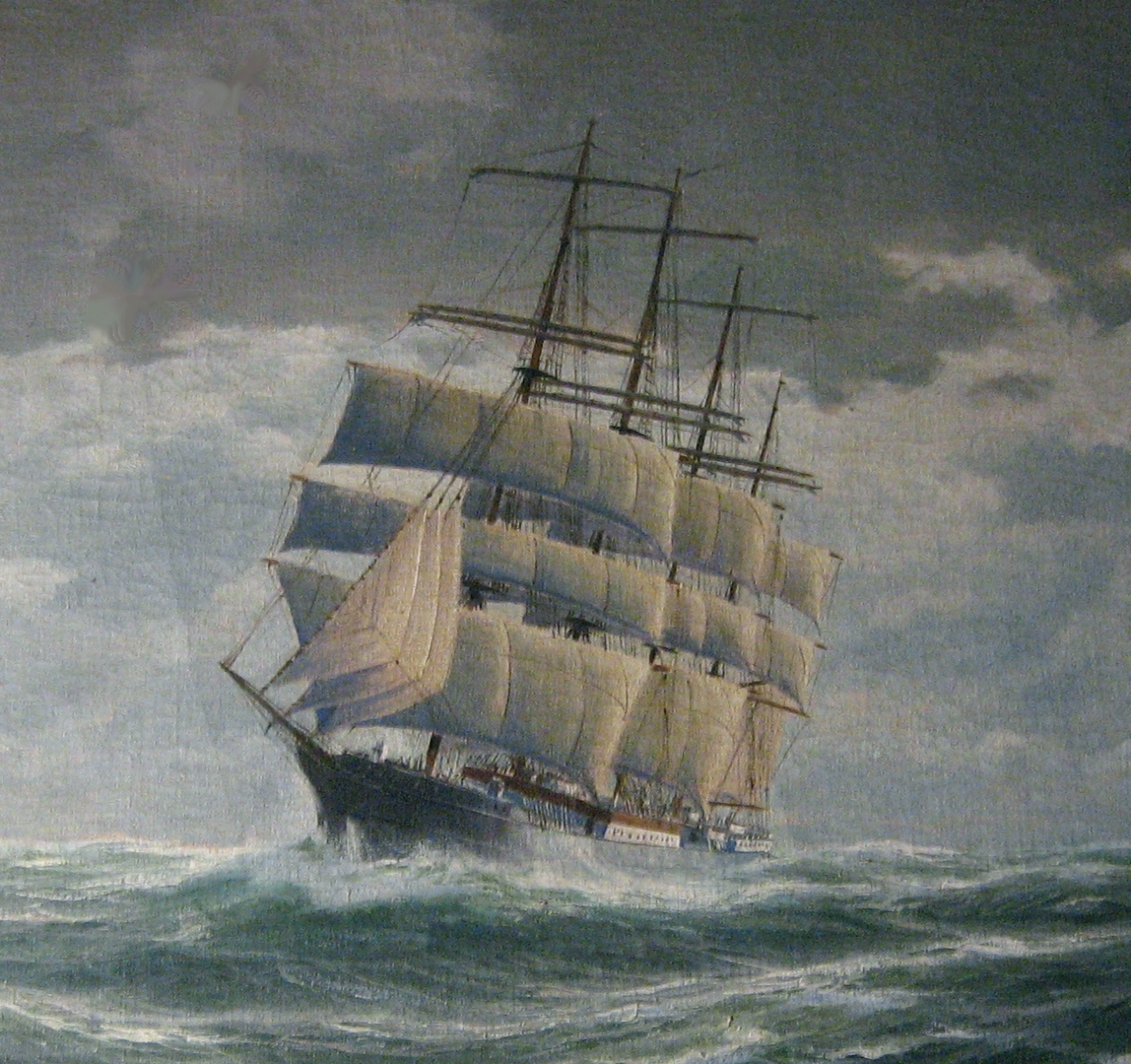
Peking à New-York.

Les Flying P-Liners furent les grands voiliers de la compagnie maritime allemande Ferdinand Laeisz de Hambourg.
La compagnie maritime F. Laeisz (de) (F.L.) existe toujours et de nombreux cargos et porte-conteneurs naviguent sous le pavillon de ce célèbre armateur.

## Histoire
L'armement F. Laeisz a été fondé en 1824 par Ferdinand Laeisz, né en 1801 à Hambourg et initialement fabricant de chapeaux qu'il expédiait même jusqu'en Amérique du Sud. En 1839 la compagnie acquiert son premier navire, un brick trois-mâts en bois construit par le chantier J. Meyer et baptisé Carl, du nom du fils de Ferdinand Laeisz. Le bateau sera revendu cinq ans plus pour cause de rentabilité insatisfaisante. 
Lorsque son fils Carl Laeisz entre dans l'entreprise de son père, en 1852, il la transforme vite en société de transport et plusieurs navires furent construits car celle-ci prenait de l'ampleur.

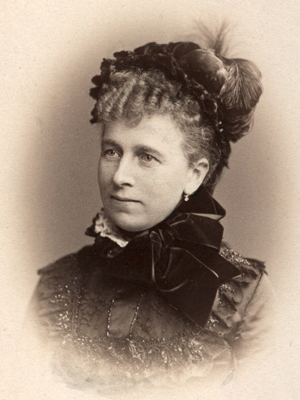
Sophie Laeisz.

En 1857, un trois-mâts barque en bois est commandé au chantier naval Stülcken. Il est lancé en 1862 et reçoit le nom de Pudel, c'est-à-dire « caniche », surnom donné à Sophie Laeisz, l'épouse de Carl Laeisz, en raison de sa chevelure frisée. Ainsi fut lancée la tradition de baptiser tous les navires de la compagnie d'un nom commençant par la lettre P.  
À partir des années 1880 l'armement F. Laeisz se spécialise dans le transport de nitrate depuis l'Amérique du Sud et se dote d'une flotte de grands voiliers parmi les meilleurs d'Europe, réputés pour leur perfection technique et leurs performances de vitesse, ce qui leur vaudra l'appellation admirative de Flying P-Liners.
La F.L. fait construire la plupart des grands voiliers cinq-mâts de l'époque et expérimente les premiers avec une coque en acier.
En 1904, le cinq-mâts barque Potosí, construit en 1895, fait le voyage entre le Chili et l'Angleterre via le cap Horn en seulement 57 jours, un record pour l'époque.
Malheureusement, ces vraquiers se révèlent trop grands pour la navigation au long cours. Certains comme le Peking et le Passat seront reconvertis en quatre-mâts barque.
Pendant la Première Guerre mondiale, de nombreux navires de la F.L. resteront bloqués dans les ports du Chili et certains seront saisis au titre des dommages de guerre. Au lendemain du conflit, la F.L. est en mesure de reprendre ses activités maritimes, rachète certains bateaux et en fait construire de nouveaux. La plus grande partie de la flotte de la F.L. a été construite par les chantiers Blohm & Voss de Hambourg ou J.C. Tecklenborg de Geestemünde.
À la fin des années 1920, la rentabilité des grands voiliers devient précaire. Le dernier Flying P-Liner à être construit sera le Padua en 1926. Certains, comme le Pamir sont revendus. La F.L. se reconvertit dans les bateaux à vapeur.

## Les navires

### Galerie

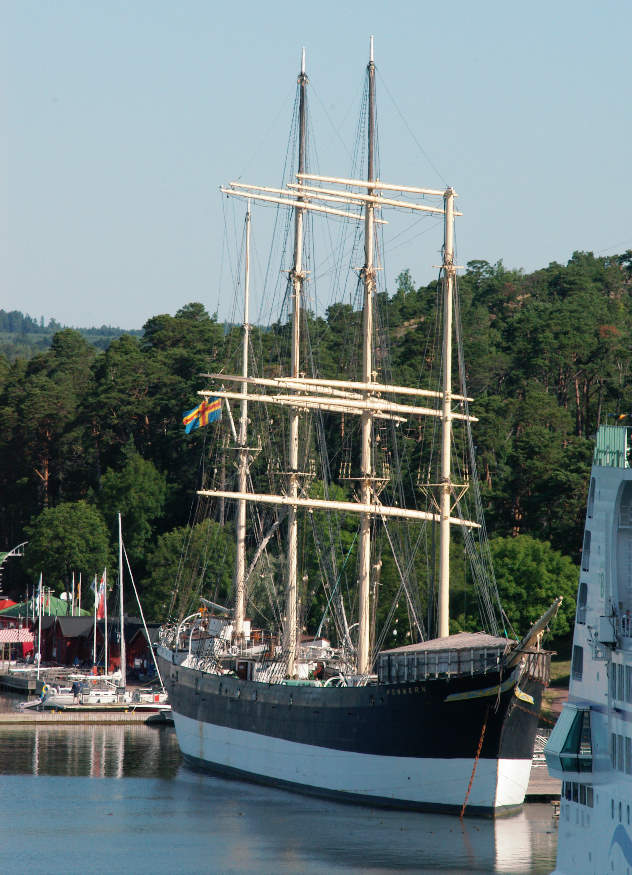
Pommern à Mariehamn.
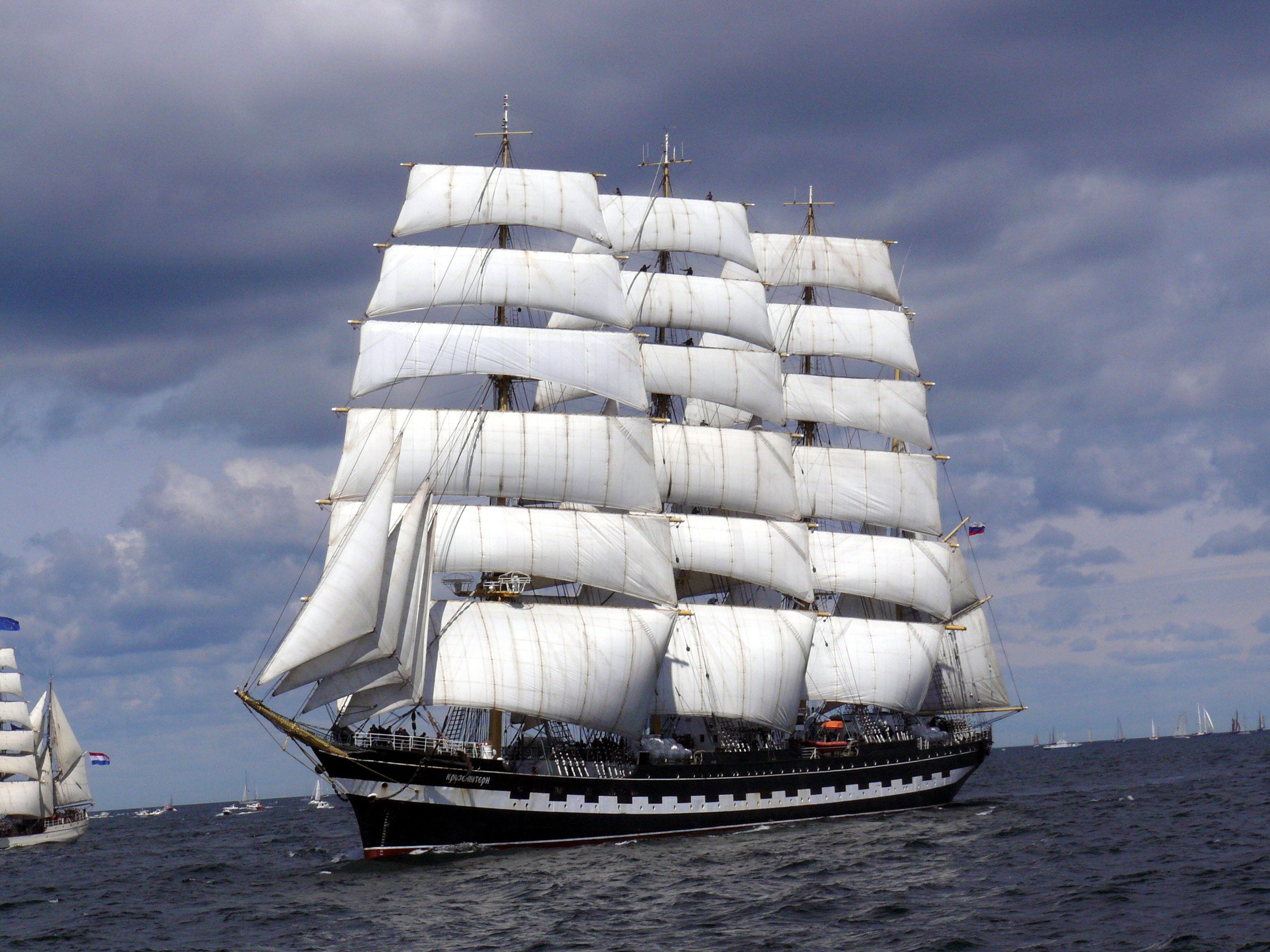
Kruzenshtern ex-Padua.
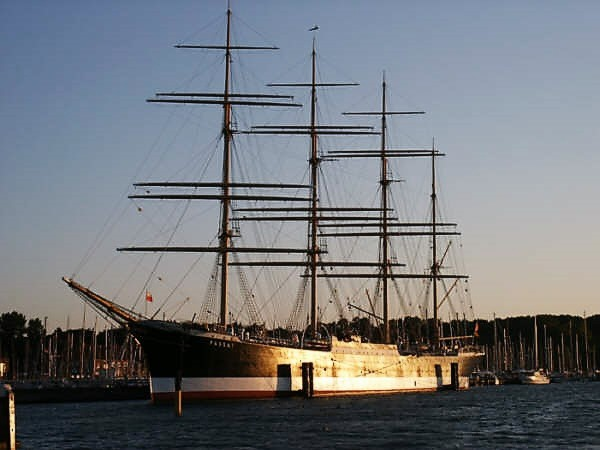
Passat à Lübeck.
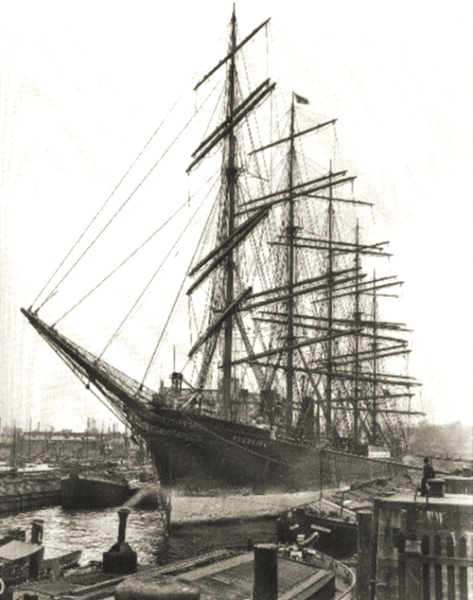
Preussen à Hambourg.
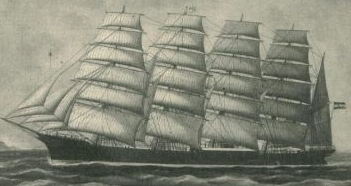
Flora (ex-Potosi).

### Flying P-Linersexistant encore aujourd'hui
- Le Pommern est maintenant un bateau musée ancré à Mariehamn en Finlande (Åland).
- Le Peking est un bateau musée ancré au quai de Brême à Hambourg.
- Le Passat est un bateau musée ancré à Lübeck, station balnaire de Travemünde  en Allemagne.
- Le Padua est le seul navire encore en activité : il est aujourd'hui le Krusenstern un navire-école sous pavillon russe.

### Autres célèbresFlying P-Liners
- Le Flora (ex-Potosi) coulé en 1925 après un incendie.
- Le Preussen , échoué en 1910.
- Le Ponape…

### Les huit frères de laFlying P-Liner
Ils furent les huit derniers quatre-mâts barque construits pour F.Laeisz. Ils mesuraient près de 100 m de long et pouvaient transporter 3 000 tonnes de fret.
- Pangani (1903), coulé par collision en 1913,
- Petschili (1903), échoué à Valparaíso en 1919,
- Pamir, coulé dans un ouragan en 1957,
- Passat (1911), et son sister-ship
- Peking (1911),
- Pola (1916), rebaptisé Richelieu, incendié à Baltimore en 1927, et son sister-ship
- Priwall (1917), rebaptisé Lautaro, incendié en 1945,
- Padua (1926), toujours en activité sous le nom de Krusenstern.